# Outer Brass
Outer Brass je otok Američkih Djevičanskih otoka, smješten kraj Nordsidea, St. Thomas.